# Bigorno
Bigorno (en cors Bigornu) és un municipi francès, situat a la regió de Còrsega, al departament d'Alta Còrsega. L'any 1999 tenia 78 habitants.

## Demografia
| 1962 | 1968 | 1975 | 1982 | 1990 | 1999 |
| ---- | ---- | ---- | ---- | ---- | ---- |
| 95   | 116  | 86   | 100  | 61   | 78   |

## Administració
| Període | Identitat     | Partit | Qualitat |  |
| ------- | ------------- | ------ | -------- |  |
| 2001    | René Graziani |        |          |  |